# Sarcophaga geari
Sarcophaga geari är en tvåvingeart som först beskrevs av Zumpt 1972.  Sarcophaga geari ingår i släktet Sarcophaga och familjen köttflugor. Inga underarter finns listade i Catalogue of Life.